# مارکوس شوپ
مارکوس شوپ (آلمانی: Markus Schopp؛ زادهٔ ۲۲ فوریهٔ ۱۹۷۴) یک بازیکن فوتبال اهل اتریش است. از باشگاه هایی که در آن بازی کرده است می توان به اشتورم گراتس، هامبورگ، برشا، ردبول سالزبورگ و نیویورک رد بولز اشاره کرد.  وی همچنین در تیم ملی فوتبال اتریش بازی کرده‌است.